# Kasimir Graff
Kasimir Romuald Graff (7 de febrero de 1878 - 15 de febrero de 1950) fue un astrónomo alemán, destacado por su habilidad para realizar cartografía planetaria a partir de observaciones visuales.

## Semblanza
Graff nació en la localidad prusiana de Posen (actualmente la ciudad polaca de Poznań), hijo del terrateniente Stanislaus Graff y de Salomea Hefft. Estudió astronomía en la Universidad Humboldt de Berlín, donde fue alumno de los astrónomos Wilhelm Foerster (1832-1921), del astrofísico Julius Scheiner (1858-1913) y de Julius Bauschinger (1860-1934), obteniendo su doctorado en 1901.
En 1906-1907 realizó un viaje de estudios a Rusia, participando en 1914 una expedición organizada para observar un eclipse solar en Crimea. Durante la Primera Guerra Mundial realizó trabajos topográficos cartográficos. Tras emplearse como asistente en el observatorio Hamburg-Bergedorf, se convirtió en profesor en Hamburgo en 1916.
En 1928 fue nombrado director del Observatorio de Viena ubicado en Austria, donde permaneció durante diez años. Cuando el gobierno nazi tomó las riendas de Austria en 1938, Kasimir Graff fue obligado a dejar su puesto. En 1945 su cargo fue restablecido y en 1949 se jubiló, muriendo un año más tarde.
Kasimir Graff destacaba por su pericia con el telescopio de 60 cm, creando mapas planetarios de las observaciones visuales. También trabajó en la medición de la radiación emitida por las estrellas, y en la creación de nuevos instrumentos para este fin. Esto incluyó nuevos tipos de detectores, como calorímetros y fotómetros.

## Eponimia
- En 1973, la Unión Astronómica Internacional aprobó nombrar un cráter del planeta Marte con el apellido de Graff.[1]
- También se le dedicó el cráter lunar Graff.
- El asteroide (933) Susi lleva este nombre en memoria de la esposa de Graff.